# Bludenz
Bludenz (německy  ˈbluːdɛnt͡s), je rakouské okresní město ve spolkové zemi Vorarlbersko. Nachází se v údolí řeky Ill, na rozhraní alpských skupin Rätikon, Lechquellengebirge a Verwall, v nadmořské výšce 587 m, v místě, kde se sbíhají čtyři údolí: Walgau, Brandnertal, Montafon a Klostertal. Žije zde přibližně 15 tisíc obyvatel. Je šestým největším městem Vorarlberska.

## Historie
První písemná zmínka o Bludenzu pochází z roku 830.

## Ekonomika
Největšími firmami ve městě jsou Suchard (čokoláda Milka) a Fohrenburger (pivo). Bludenz je díky své poloze mezi horami rovněž turistickým centrem.

## Pamětihodnosti
- zámek Gayenhofen z let 1745–1752 od Johanna Caspar Bagnata
- Heilig-Kreuz-Kirche (1932–1934)
- Fatimakirche (1948–1950)
- Laurentiuskirche
- kostel „Zur Hl. Dreifaltigkeit“
- dominikánský klášter Sankt Peter
- kapucínský klášter a kostel
- klášterní kostel „Zu Maria Heimsuchung“
- dolní a horní brána, Pulverturm
- Podloubí ve Werdenbergerstraße
- Přádelna bavlny Getzner (1883–1886)
- Dörflingerhaus
- Nepomukbrunnen (1730)
- Riedmiller-Denkmal

## Fotogalerie

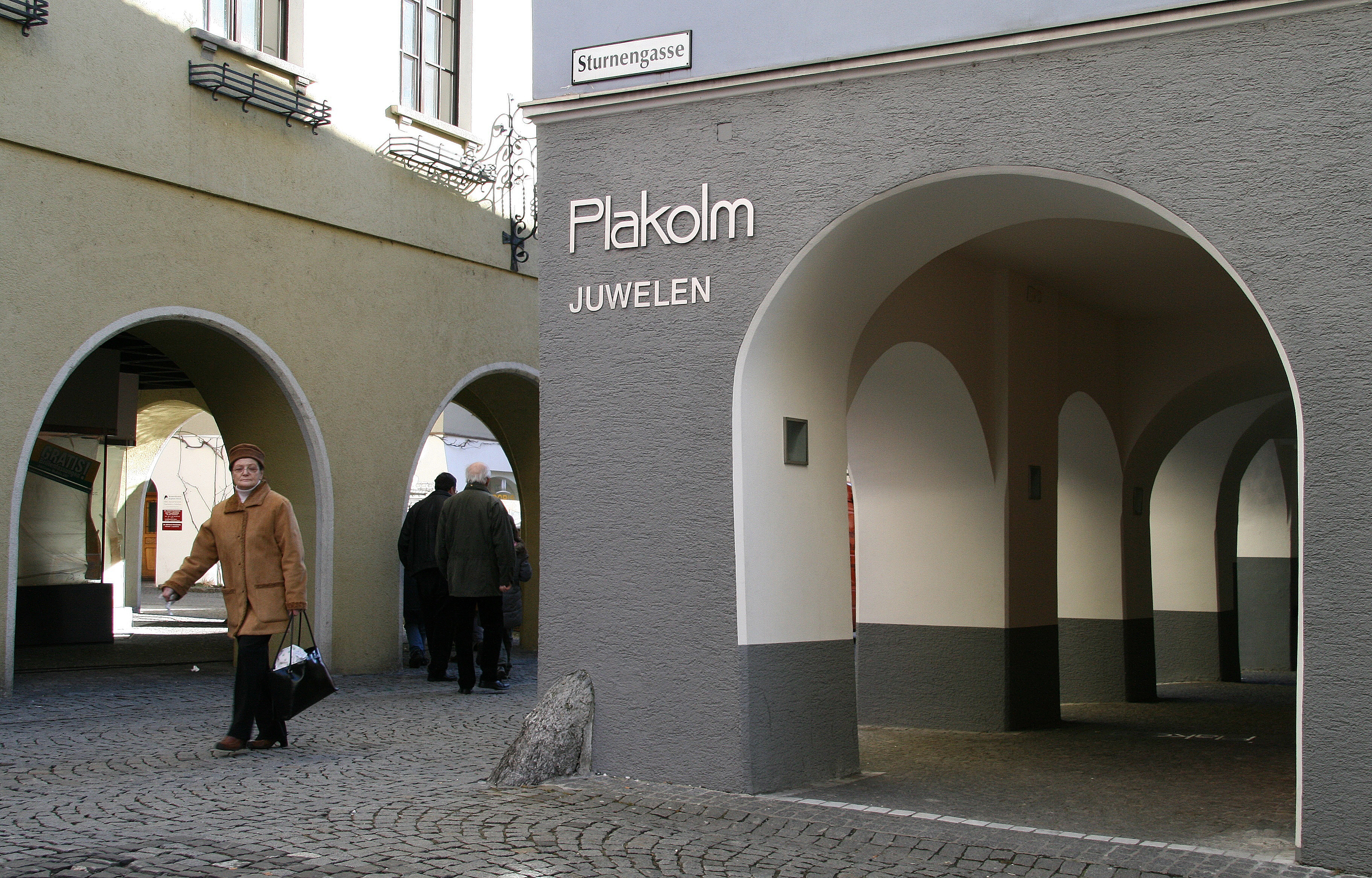
Podloubí ve Werdenbergerstraße
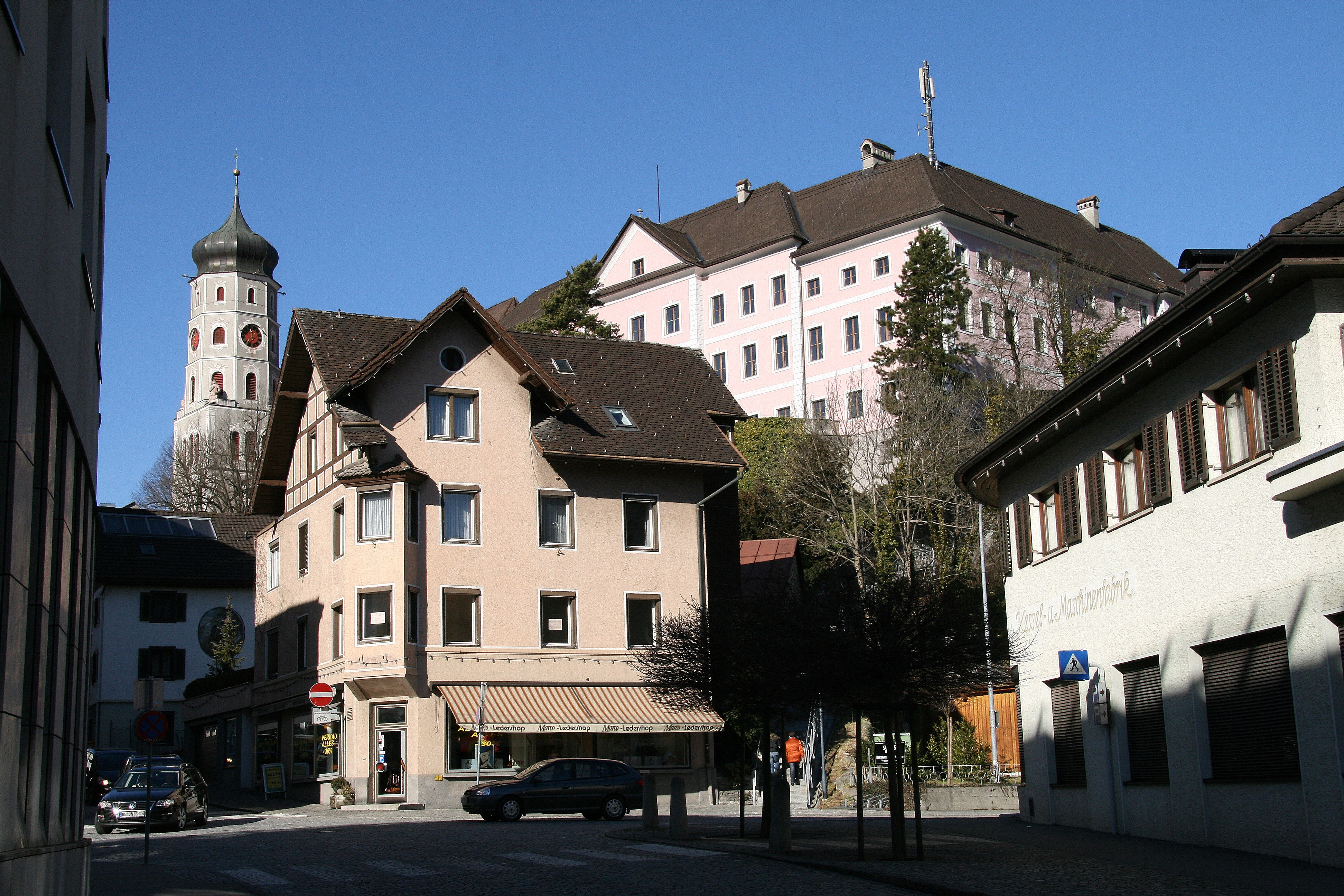
Laurentiuskirche a zámek Gayenhofen